# Ейковице (гмина)
Ейковице (пол. Jejkowice) — сельская гмина (волость) в Польше, входит как административная единица в Рыбницкий повет, Силезское воеводство. Население — 3611 человек (на 2004 год).

## Демография
| Перепись                       | Всего   | Всего | Женщины | Женщины | Мужчины | Мужчины |
| ------------------------------ | ------- | ----- | ------- | ------- | ------- | ------- |
| Единицы                        | человек | %     | человек | %       | человек | %       |
| Население                      | 3611    | 100   | 1810    | 50,1    | 1801    | 49,9    |
| Плотность населения (чел./км²) | 475,8   | 475,8 | 238,5   | 238,5   | 237,3   | 237,3   |

## Соседние гмины
1. Гмина Гашовице
2. Рыбник
3. Рыдултовы